# La canzone dell'amore
La canzone dell'amore és una pel·lícula de 1930 dirigida per Gennaro Righelli.
És la primera pel·lícula sonora italiana i es va presentar per primera vegada al públic el 7 d'octubre de 1930 a les Supercinema de Roma. El tema està extret d'un conte de Luigi Pirandello, In silenzio. El guió va ser coescrit per Giorgio Simonelli i pel mateix director. La gran popularitat que ha acompanyat la pel·lícula des de la seva aparició també es va deure en part a la banda sonora composta per Cesare Andrea Bixio (amb la famosa cançó Solo per te Lucia.

## Argument
Una estudiant, Lucia, rep un telegrama que la reclama a casa amb urgència. Aquí descobreix que la seva mare, que acabava de morir, va tenir un fill nascut d'una relació il·legítima. Aleshores, la jove Lucia porta el nounat, Ninni, amb ella, fent creure a tothom que és el seu fill. La Lucia, no volent entorpir la carrera del seu xicot Enrico, el deixa sense cap explicació. Però quan els dos es coneixen per casualitat dos anys després, a la botiga on ella treballa com a venedora, ell es trobarà encara enamorat i li dirà que no l'ha oblidat mai. Evidentment, encara no li diu res de la seva nova situació. Però quan el pare de la Ninni es presenta per tornar a portar el seu fill amb ell, i després d'una sèrie de malentesos, on l'Enrico i la mestressa creuen que el nadó és realment de la Lucia, tot s'aclarirà de la millor manera possible. Així que el petit Ninni es retrobarà amb el seu pare natural i l'Enrico i la Lucia per fi podran coronar el seu somni d'amor.

## Gènesi de la pel·Lícula
L'any 1929 arran del que ja passava fa un parell d'anys als Estats Units, alguns cinemes es van començar a sonoritzar a Itàlia. En aquest sentit, es va obrir a Milà la sucursal de la més important empresa americana especialitzada en aquest sector: la Western Electric Company of Italy que va fer un acord amb una de les principals productores cinemes italians de l'època, la S.A.S.P. de Stefano Pittaluga (que també controlava las Società Italiana Cines) per la instal·lació d'equips de so a la majoria de sales del circuit (a preus vertiginosos, entre set mil cinc-cents i divuit mil dòlars per cinema). Entre aquests últims, destaquen per la seva importància i capacitat el Supercinema de Roma, el Ghersi de Torí i el Corso de Milà, aquell mateix any (1929) es va projectar gairebé simultàniament la primera pel·lícula sonora de la història, The Jazz Singer, amb Al Jolson. L'èxit va ser enorme i les entrades de les tres sales es van esgotar en durant setmanes. Per tant, semblava necessari iniciar el més aviat possible una producció de llargmetratges sonors també a Itàlia i el grup Pittaluga - Cines tenia un avantatge insalvable sobre la resta de productores cinematogràfiques italianes.

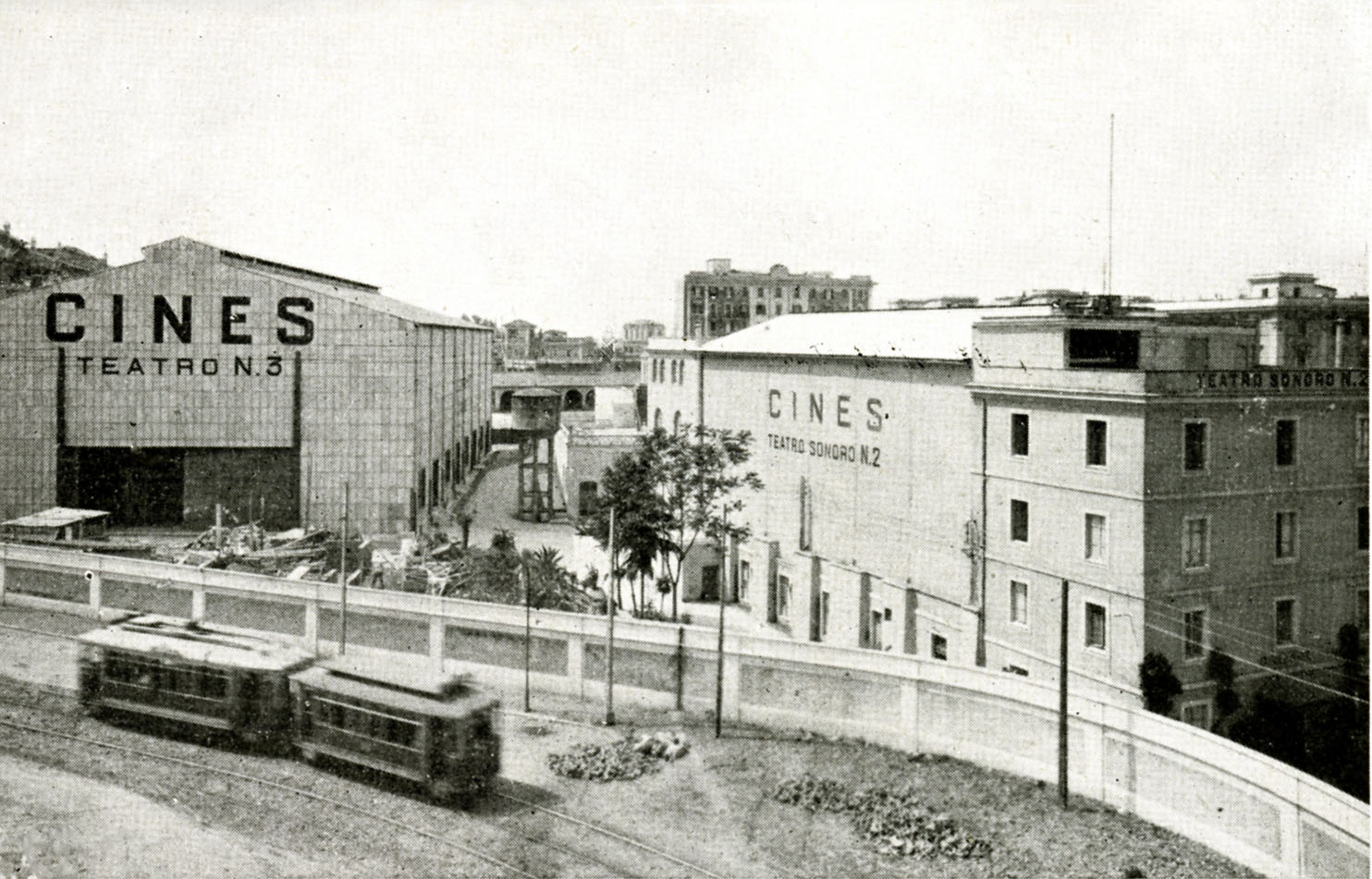
Els estudis cinematogràfics CINES a Roma a la via Veio

El gener de 1930 es van dur a terme els primers experiments a les plantes de Cines de via Veio a Roma, però no tots van tenir èxit. Leopoldo Rosi, tècnic del departament de so de Cines, recorda “[…] es van fer les primeres experiències: la primera va ser una cançó de bressol de Spadaro, […] els operadors eren Arata, Terzano i Montuori. No va sortir bé: els operadors també ens van emmarcar, hi havia massa llum dins de les cabines de represa [...]».
En primavera van començar la realització de dues pel·lícules sonores: La piccola Butterfly, dirigida per Gennaro Righelli, i Resurrectio, dirigida per Alessandro Blasetti. Els primers dies de juliol va acabar aquesta última, i la seva presentació al públic semblava imminent, mentre que el rodatge de La piccola Buterfly, que mentrestant havia canviat de títol per En silenci avançant lentament. El gabinet de premsa de Cines va llançar, la segona setmana de juliol, la campanya publicitària per al llançament de Resurrectio, previst per a principis de tardor, mentre que Blasetti va donar entrevistes sobre la seva pel·lícula donant per fet la pròxima estrena del llargmetratge. Aleshores, de sobte, silenci. De Resurrectio ja no en vam sentir parlar (només s'estrenarà a la primavera de 1931), mentre comença a rodar "En silenci", que tornarà a canviar de nom, per titular-se, aquesta vegada de manera definitiva, La canzone dell'amore. El 7 d'octubre de 1930 al Supercinema de Roma la pel·lícula es va presentar per primera vegada al públic, que la va acollir amb un entusiasme previsible. Finalment va començar la distribució de la primera pel·lícula sonora de la història del cinema italià.
Els motius de l'abandonament provisional de Resurrectio a favor d'una pel·lícula encara per acabar mai s'han aclarit del tot. Blasetti va tenir paraules d'elogi per La canzone dell'amore.

## Direcció i repartiment
La pel·lícula va ser dirigida per Gennaro Righelli, un director amb una personalitat polièdrica, que ja tenia al seu actiu diversos drames populars i comèdies sentimentals suaus. Considerat un artesà excel·lent i escrupolós, atent als gustos del públic, va ser preferit per Stefano Pittaluga, patró del grup Pittaluga - Cines, als més dotat però encara inexpert Alessandro Blasetti, catorze anys més jove, pel llançament al mercat nacional de la primera pel·lícula sonora italiana.

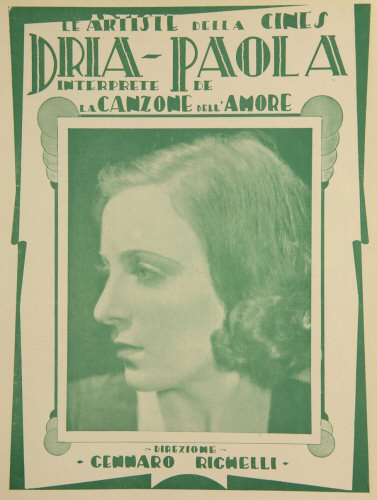
Anunci de la protagonista Paola Dria

El repartiment va ser sàviament seleccionat pel productor Pittaluga (amb ajut de Gennaro Righelli) que va tirar del viver de les joves promeses del cinema italià. Entre aquests cal esmentar el piemontès Elio Steiner, que havia tingut l'oportunitat de donar-se a conèixer uns mesos abans a la pel·lícula Assunta Spina, encara que en una part poc destacada, al costat de la fascinant Rina De Liguoro, la "comtessa" del cinema mut italià. S'hi van unir dos joves de vint-i-un anys: Dria Paola i Isa Pola, ambdues amb poques pel·lícules a l'abast però amb talent. El repartiment el van completar un grup d'actors secundaris experts: Camillo Pilotto, Olga Capri i Mercedes Brignone (germana del director Guido). Elio Steiner, en particular, va ser llançat definitivament per La canzone dell'amore, establint-se com un dels actors de cinema italians més famosos de la primera meitat de la dècada de 1930.
El nen protagonista de la pel·lícula era en realitat una nena, com a testimoni directe del protagonista, que en el moment en què es va rodar la pel·lícula tenia només quaranta dies.

## Públic i popularitat
Melodrama sentimental amb implicacions patètiques, La canzone dell'amore anava dirigit al públic petitburgès italià que proporcionava la base i el suport del règim feixista de l'època. El seu to educat i tranquil·litzador, l'exaltació dels valors cristians positius i la virtut femenina van despertar l'entusiasme dels espectadors i van decretar l'èxit de la pel·lícula, estrenada uns mesos després en dues versions estrangeres: la primera en alemanyo (Liebeslied, dirigida per Constantin J. Davis), la segona en francès (La Dernière berceuse, dirigida per Jean Cassagne).
L'afortunat trinomi de l'amor, la virtut i l'evasió, eix vertebrador de La canzone dell'amore, es va tornar a proposar més tard en moltes altres pel·lícules popular-romàntiques italianes produïdes a principis dels anys trenta. Entre aquests, un lloc a part mereixen els dirigits per directors de gran professió i perfectes coneixedors del seu públic: de Guido Brignone a Amleto Palermi, de Nunzio Malasomma a Mario Bonnard i al mateix Gennaro Righelli.
La canzone dell'amore va fer servir l'obra del compositor italià de música lleugera més famós i prolífic de l'època: Cesare Andrea Bixio, la contribució del qual a l'èxit d'aquest i altres llargmetratges famosos d'aquells anys va ser decisiu (només penseu en la famosa cançó Parlami d'amore Mariù, composta per la pel·lícula Gli uomini, che mascalzoni... de Mario Camerini).